# Spiegel Daily
Spiegel Daily (Eigenschreibweise: SPIEGEL DAILY) war von März 2021 bis März 2023 ein Podcast des Spiegel Verlags. Ursprünglich war Spiegel Daily eine Internet-Zeitung, die montags bis freitags um 17 Uhr veröffentlicht wurde.

## Internet-Zeitung
Die erste Ausgabe der Internet-Zeitung erschien am 16. Mai 2017. Im April 2018 wurde die Einstellung von Spiegel Daily angekündigt, die letzte Ausgabe erschien am 25. Mai 2018. Die Marke Spiegel Daily wurde anschließend für einen täglichen Newsletter benutzt, der im Januar 2020 in die Die Lage am Abend umbenannt wurde.
Spiegel Daily wurde gemeinsam von Der Spiegel und Spiegel Online herausgegeben. Entwickelt wurde es von einem Team um Cordt Schnibben, die redaktionelle Leitung hatten Timo Lokoschat und Oliver Trenkamp inne. Die Entwicklung wurde 2013 begonnen und der Start mehrmals verschoben. Es konnte im Abo kostenpflichtig auf Handy, Computer oder Tablet bezogen werden. Für Abonnenten des digitalen Spiegel war es kostenlos. Der Aufbau von Spiegel Daily gliederte sich in die sechs Ebenen News, Meinung, Stories, Social, Panorama und Mein Abend. Harald Schmidt steuerte eine Kolumne bei und Jörg Kachelmann lieferte ein tägliches Wetter-Video.

## Podcast
Unter dem Namen Spiegel Daily hat der Spiegel-Verlag am 15. März 2021 gemeinsam mit Audible einen Nachrichten-Podcast gestartet. Die beiden Spiegel-Moderatoren Yasemin Yüksel und Sandra Sperber lieferten in den zwanzig- bis dreißigminütigen Folgen, die von Montag bis Freitag täglich um 7:00 Uhr erschienen, Hintergründe und Expertengespräche. Eine zusätzliche etwa einstündige Folge fasste freitagnachmittags die Themen der Woche im Rückblick zusammen. Spiegel Daily war kostenpflichtig über Audible abonnierbar. Außerdem waren alle Folgen auch kostenpflichtig bei Spiegel+ verfügbar.
In der Folge am 27. Februar 2023 wurde mitgeteilt, dass der Podcast mit der Wochenzusammenfassung am 4. März 2023 eingestellt wird.